# Salicylaldehyd
Salicylaldehyd är salicylsyrans aldehyd, ofta oegentligt kallad salicylsyrlighet. Den förekommer i blad och rotstock hos vissa spireaarter och i den därav erhållna eteriska oljan, men kan även tillverkas syntetiskt av fenol och kloroform med natronlut eller av saligenin (salicylalkohol).

## Egenskaper
Ämnet är en färglös, oljeliknande vätska med angenäm doft av bittermandelolja, men en brännande smak. Den reagerar svagt surt, är svårlöslig i vatten, men lättlöslig i alkohol och eter.

## Användning
Salicylaldehyd kan användas som desinficerande och antiseptiskt medel samt för tillverkning av kumarin.

### Allmänna källor
- Meyers varulexikon, Forum, 1952